# Histoire générale des plus fameux pirates

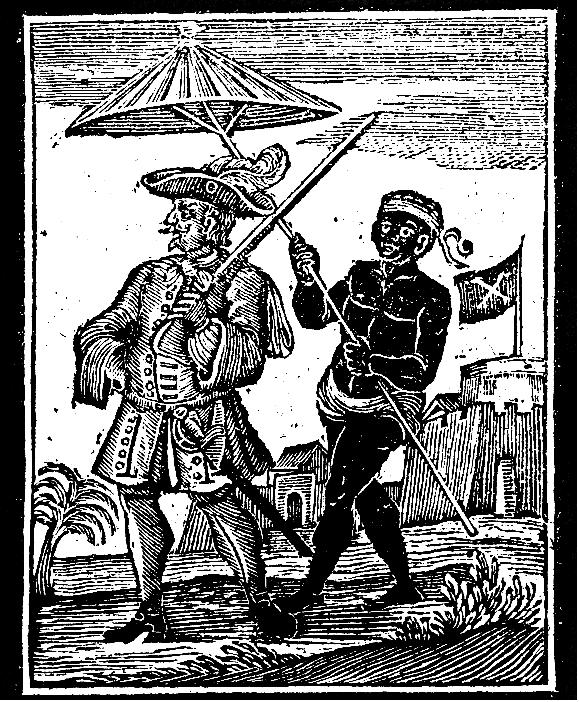
Henry Every dans l'édition datée de 1725 de lHistoire générale des plus fameux pirates.

L'Histoire générale des plus fameux pirates, en anglais A General History of the Pyrates, est un ouvrage à prétention historique contenant les biographies de plusieurs pirates contemporains qui paraît en Grande-Bretagne chez Charles Rivington en 1724. Signé d'un certain Charles Johnson, dont l'existence est douteuse, le livre, qui est extrêmement bien renseigné sur l'histoire de la piraterie, est aujourd'hui souvent attribué à Daniel Defoe. Des recherches historiques menées au début des années 2000 laissent cependant supposer que l'auteur serait plutôt le journaliste anglais Nathaniel Mist (en), bien qu'une contribution de Defoe ne soit pas à exclure. Il contribua amplement à établir le stéréotype du pirate et est la seule source connue indiquant l'existence de Libertalia, une utopie pirate de Madagascar dont la réalité historique est toujours débattue.
La consultation de ce livre facilite l'enquête des archéologues qui recherchent les traces des navires pirates.

## Liste des chapitres
1. Le capitaine Avery et son équipage ;
2. Le capitaine Martel (en) et son équipage ;
3. Le capitaine Teach, dit Barbe Noire (où il est aussi question de Israel Hands) ;
4. Le major Stede Bonnet et son équipage ;
5. Le capitaine Edward England et son équipage ;
6. Le capitaine Charles Vane et son équipage ;
7. Le capitaine John Rackham et son équipage ;
8. Mary Read et Anne Bonny, femmes pirates ;
9. Le capitaine Howell Davis et son équipage ;
10. Histoire du capitaine Bartholomew Roberts ;
11. Histoire du capitaine Anstis et de son équipage ;
12. Le capitaine Worley (en) et son équipage ;
13. Le capitaine George Lowther et son équipage ;
14. Histoire du pirate Edward Low et de son équipage ;
15. Le capitaine John Evans (en) et son équipage ;
16. Le capitaine John Phillips (en) et son équipage ;
17. Histoire du capitaine Spriggs (en) et de son équipage ;
18. Histoire du capitaine John Smith (en), alias Gow
19. Relations des pirateries et des meurtres commis par Philip Roche (en), etc.
20. Histoire du capitaine Misson et de son équipage (où il est aussi question de Libertalia) ;
21. Histoire du capitaine John Bowen et de son équipage ;
22. Histoire du capitaine William Kidd et de son équipage ;
23. Histoire du capitaine Tew et de son équipage (où il est aussi question de Libertalia) ;
24. Histoire du capitaine Halsey et de son équipage ;
25. Histoire du capitaine Thomas White et de son équipage ;
26. Histoire du capitaine Condent et de son équipage ;
27. Description de Mogadiscio ;
28. Histoire du capitaine Bellamy et de son équipage ;
29. Histoire du capitaine William Fly (en) et de son équipage ;
30. Histoire du capitaine Thomas Howard et de son équipage ;
31. Histoire du capitaine Lewis (en) et de son équipage ;
32. Histoire du capitaine Cornelius (en) et de son équipage ;
33. Histoire du capitaine David Williams et de son équipage ;
34. Histoire du capitaine Samuel Burgess (en) et de son équipage ;
35. Histoire du capitaine Nathaniel North et de son équipage ;
36. Les pirateries du capitaine Auger ;
37. Le procès des pirates à Providence ;
38. Extrait des lois et des règlements actuellement en vigueur contre les pirates.